# Macrobrachium unikarnatakae
Macrobrachium unikarnatakae är en kräftdjursart som beskrevs av Jalihal, Shenoy och Sankolli 1988. Macrobrachium unikarnatakae ingår i släktet Macrobrachium och familjen Palaemonidae. Inga underarter finns listade i Catalogue of Life.